# Didiers Tulpe
Didiers Tulpe (Tulipa didieri) ist eine Pflanzenart in der Gattung Tulpen (Tulipa) innerhalb der Familie der Liliengewächse (Liliaceae). Ihr Verbreitungsgebiet beschränkt sich auf wenige Stellen im Kanton Wallis und in Savoyen. Es ist unklar, ob es sich um ursprüngliche Reliktpopulationen oder um seit der Römerzeit verwilderte Gartenpflanzen handelt. Sie steht in der Schweiz auf der Roten Liste und ist vollständig geschützt.

## Beschreibung
Die Didiers Tulpe ist eine ausdauernde krautige Pflanze, die Wuchshöhen von 30 bis 50 Zentimeter erreicht. Dieser Geophyt bildet eine eiförmige Zwiebel mit bis zu 3 Zentimeter Durchmesser und kastanienbraunen Zwiebelhäuten als Überdauerungsorgan aus. Der starr aufrechte Stängel ist glatt und kahl. Unterhalb der Stängelmitte stehen drei bis vier einfache, breit-lanzettliche, gewellte Laubblätter.
Die großen, zwittrigen Blüten sind radiärsymmetrisch und dreizählig. Es sind sechs gleichgestaltige, scharlachrote Blütenhüllblätter vorhanden.

## Systematik
Die Erstbeschreibung von Tulipa didieri erfolgte 1846 durch Claude Thomas Alexis Jordan in Observations sur Plusieurs Plantes Nouvelles, 1, S. 34. Tulipa didieri gehört zur Sektion Tulipa aus der Untergattung Tulipa in der Gattung Tulipa. Ein Synonym von Tulipa didieri Jord. ist Tulipa praecox subsp. didieri (Jord.) Bonnier & Layens. Nach POWO ist Tulipa didieri Jord. ein Synonym von Tulipa gesneriana L.